# Антонов Ан-12
Антонов Ан-12 је четворомоторни турбо-елисни транспортни авион средње носивости за превоз путника, падобранаца и терета. Развијен је у оквиру бироа АНТК Антонова у Кијеву. НАТО назив му је Cub. Овај авион је током 1960-их година постао стандардни транспортни авион ваздухопловних снага многих земаља. Ан-12 има путничку кабину с натпритиском и веома високе перформансе, а ипак може оперисати с травнатих аеродрома. Приликом маневара јединица Варшавског уговора по тридесетак ових авиона слетало је на импровизоване аеродроме у симулираним борбеним условима. Задња врата са рампом састоје се од два дела који се могу склопити у труп, било ради утовара тешких терета уграђеном дизалицом или ради искакања падобранаца (100 људи за мање од једне минуте). Може да понесе 20.000 килограма терета, па је према томе могао носити све совјетске оклопне транспортере, самоходни топ ASU-85 или возила као што су ZSU-23-4 и носач пројектила SA-6.
Надимак „црни тулипан” је добио због своје улоге у транспорту лешева совјетских и руских војника са бојишта.

## Развој
Подршку развоју Ан-12 дао је лично совјетски вођа Никита Хрушчов који је на високо место на листи војних приоритета ставио идеју преградње двомоторног транспортног авиона Ан-8 у два четворомоторна деривата: Ан-10 намењен је за одржавање путничког саобраћаја и Ан-12 специјализован за војне транспортне задатке. Како је цивилни авион настао пре војног за Ан-12 није израђиван посебан прототип већ је на испитивање упућен крајем 1957. године први серијски примерак. Висок степен унификације оба деривата потврђен је успешном преградња једног Ан-10 у Ан-12 која је извршена у Вороњежу. Жељи оружаних снага да што пре уведу у употребу што већи број нових авиона удовољено је организовањем производње у чак три фабрике које су од 1957. до 1972. године испоручиле 1.243 Ан-12 у чак тридесетак варијанти. Од тог броја 183 авиона су доспела у ваздухопловне снаге иностраних корисника . Први прототип полетио је у марту 1957. године. Верзија Ан-12БП ушла је у совјетску војну службу 1959. године. Конфигурацијски, по величини и способности авион је сличан америчком C-130 Херкулес. Совјетски војни авиони имају у репном делу топовску куполу ради одбране авиона током лета.

## Технички опис
Антонов Ан-12 је транспортни авион, конзолни једнокрилац-висококрилац (крило му тангира горњу ивицу трупа) на коме се налазе четири турбоелисна мотора. Труп авиона је округлог попречног пресека са издигнутим репом испод кога се налази велика врата са утоварно-истоварном рампом. Конструкција авиона је потпуно метална, направљена од лаких легура.
Конструкција трупа авиона Ан-12 је полумонокок округлог попречног пресека. Предњи део трупа авиона је комора под притиском. У њему су смештени кабина пилота, навигатора и осталих чланова посаде. Средњи део трупа није херметички затворен (није под притиском) и служи за складиштење терета који авион превози. Овај део трупа има хоризонталну преграду која труп авиона дели на две етаже. На спрату се налазе све инсталације, санитарне просторије и простор за превоз терета или падобранаца. Испод пода је одељак за опрему и пртљажни простор. У репном делу авиона се налазе задња врата са рампом за истовар терета. Са стране се налазе пролази за WC и кабину за стрелца. У четвртом, крменом делу авиона је смештена кабина стрелца. Овај део се налази само код авиона Ан-12 намењених Совјетском ратном ваздухопловству. Кабина стрелца у крми авиона је под притиском опремљена је стрељачким наоружањем (обично удвојеним топом калибра 23 mm).
Почетне серије авиона Ан-12 имале су моторе Ивченко АИ-20А, снаге 4.000 KS, који су покретали четверо краку реверзибилну елису. Касније су мотори појачани Ивченко АИ-20К и ИвченкоАИ-20М на 4.250 KS у полетању, односно 2.700 KS при крстарењу.
Крила авиона Ан-12 су са две рамењаче кутијастог типа. Конструкција је метална а облога од алуминијумског лима закивцима причвршћена за носећу конструкцију. Облик крила је трапезаст а нападна ивица је закошена у односу на труп авиона према репу. Технолошки су крила подељена у пет делова. Први део је заједнички са трупом - центроплан, затим два средња дела на којима су са предње стране причвршћени мотори а на задњој страни закрилца и две крајње конзоле са елеронима. Унутрашње шупљине крила (кутије) су обложене фибергласом и у њих су смештени резервоари са горивом. Крила су опремљена системом против залеђивања.
Репне површине се састоје од једног вертикалног стабилизатора и кормила правца и два хоризонтална стабилизатора са кормилима дубине. Носеће конструкције репа су металне а облога од алуминијумског лима причвршћена закивцима.
Стајни трап се у току лета увлачи у труп авиона, састоји се од три ноге, прва нога се налази на кљуну авиона  а две главне ноге негде око средине трупа авиона. На предњој нози се налазе удвојени точкови са нископритисним гумама, а на главним ногама се налазе по два пара (укупно 4 точка по свакој нози). Ноге стајног трапа су опремљене амортизерима и пригушивачима удара а точкови хидрауличним кочницама.

## Варијанте
- Ан-12А (1961) - Ан-12 са носивошћу до 20 тона, серијска производња (155)
- Ан-12Б (1963) - Ан-12 са додатним резервоарима, серијски
- Ан-12Б-30 (1963) - Ан-12Б са носивошћу до 30 тона, пројекат
- Ан-12П - Ан-12 са додатним резервоарима
- Ан-12БК (1966) - Развојна верзија авиона Ан-12Б са долетом 6300 km, серијски
- Ан-12Б-ПП (1970) - Авион за електронско ометање авиона и земаљских уређаја, серијски (27)
- Ан-12БК-ППС (1971—74) - Авион за електронско ометање авиона и земаљских уређаја, серијски (19)
- Ан-12Т или Ан-12БКТ (1961) - Авио-цистерна, напајање авиона горивом у лету, експериментални
- Ан-12ПС (1969) - Авион за трагање и спашавање, прототип (1)
- Ан-12ПЛ (1961) - Верзија са скијама на стајним органима, прототип (2)
- Ан-12БКВ (1969) - Бомбардерски и авион за електронско ометање.

## Корисници
Ан-12 је тренутно врло популаран као теретни авион, посебно у ЗНД, Африци и на Индијском потконтиненту.

### Цивилни корисници
У августу 2006. укупно се користило 179 Ан-12 авиона. Већи корисници су: Ер Гвинеја (4), Алада (5), Бритиш гулф интернашонал ерлајнс (7), Авиал ејвијејшн (4), Хели ер сервис (4), Скорпион ер (4), Тирамавиа (4), Аеровис ерлајнс (5), Ветеран ерлајнс (4), Кнапо (5), Вега ерлајнс (6) Атран карго ерлајнс (4) и Воларе ерлајнс (6). Око 77 осталих авио-компанија користи мањи број авиона.
| - Ангола - Бугарска - Гана - Гвинеја - Египат | - Ирак - Канада - Кина - Мексико | - Русија - САД - СССР - Сри Ланка | - Уједињени Арапски Емирати - Украјина - Филипини - Француска |

### Војни корисници
| - Авганистан - Алжир - Ангола - Бангладеш - Белорусија - Гвинеја - Египат - Етиопија - Зимбабве | - Индија - Индонезија - Ирак - Иран - Јемен - Јордан - Југославија - Јужни Јемен - Казахстан | - Кина - Киргистан - Мјанмар - Монголија - Нигерија - Обала Слоноваче - Пољска - Русија - Сирија | - Словачка - Совјетски Савез - Судан - Танзанија - Туркменистан - Узбекистан - Украјина - Чехословачка - Чешка |

### Кинеска производња
У 1960-им, Кина је од Совјетског Савеза купила неколико Ан-12 авиона уз дозволу за њихово локално склапање. Ради захлађења односа између ове две земље Совјетски Савез је повукао техничку помоћ те је први авион склопљен у Кини свој пробни лет имао тек 1974. године након поновног успостављања односа. Истовремено су инжењери кинеских фирми Шијану Еркрафт Компани и Шијану Еркрафт Дизајн обучавани за локалну израду Ан-12. Тако је 1981. у серијску производњу ушла кинеска копија АН-12 под називом Yun-8 (D-8) који је постао један од најпопуларнијих кинеских војних и цивилних транспортних авиона. Иако се Ан-12 више није производио у Русији или Украјини, кинески D-8 и даље се производио и надограђивао. На најновијем Y-8-F600 заједнички су радили Шанки Еркрафт Компани, Антонов аеронаутички технички-комплекс и Прат енд Витни Канада. Y-8-F600 има редизајнирани труп, западну авиоелектроника, PW150B турбо-проп мотор са R-408 Пропелерним системом и „Glass cockpit“ пилотском кабином.

### Антонов Ан-12 у југословенском ваздухопловству
Југословенско Ратно ваздухопловство - ЈРВ је имала укупно 2 авиона Ан-12.
Један Ан-12 евиденцијског броја 73312 срушио се 12. децембра 1988. године носећи хуманитарну помоћ народа Југославије народу Јерменије који је страдао у катастрофалном земљотресу. Пао је код Јеревана главног града Јерменије и у њему је погинуло свих 7 чланова посаде. Седам година након несреће, двадесетак километара од Јеревана, на мосту преко реке Камах је подигнут споменик посвећен југословенским пилотима „Сломљено крило“. Споменик је висок 12 метара, а само крило је дугачко 7 метара, као симбол који означава 7 изгубљених живота. У основи споменика су мермерне плоче са именима наших ваздухопловаца (потпуковници Предраг Маринковић, Владимир Ерчић и Миленко Симић, навигатор потпуковник Милан Мићић, механичари летачи заставници прве класе Бориша Мосуровић и Милисав Петровић и радио-телеграфиста заставник Јован Зисов)
Други преостали Ан-12В евиденцијског броја 7331 продат је 1998. бугарском цивилном превознику.